# Phil Kenyon
Pour les articles homonymes, voir Kenyon.
Phil Kenyon, né le 7 mai 1956 à Blackpool, est un joueur professionnel de squash représentant l'Angleterre. Il atteint en février 1987 la quatrième place mondiale sur le circuit international, son meilleur classement.

## Biographie
En 1985, il remporte l'Open de Hong Kong en battant Steve Bowditch en finale.
Avec l'équipe nationale britannique, il devient champion du monde pour la première fois en 1979. Avec la désormais équipe nationale anglaise, il participe ensuite au championnat du monde en 1981, 1983, 1985 et 1987. En 1983, l'équipe atteint la finale contre le Pakistan, mais Kenyon perd sa partie comme ses coéquipiers. Lors des championnats d'Europe, il est devenu champion d'Europe avec l'équipe nationale en 1976, 1978, 1979 et 1982.
De 1980 à 1990, Phil Kenyon participe onze fois au tableau principal des championnats du monde individuels. Son meilleur résultat a été d'atteindre les quarts de finale en 1982 et 1983, les deux fois contre Jahangir Khan. Il remporte quatre fois le championnat britannique. Il est également devenu champion de Nouvelle-Zélande en 1978, car le tournoi était ouvert aux joueurs étrangers.

## Palmarès

### Titres
- Open de Hong Kong : 1985
- Championnats britanniques : 4 titres (1977, 1981, 1983, 1985)
- Championnats de Nouvelle-Zélande : 1978
- Championnats du monde par équipes : 1979
- Championnats d'Europe par équipes : 4 titres (1976, 1978, 1979, 1982)
- British Junior Open : 2 titres (1974, 1975)[2]

### Finales
- Championnats britanniques : 2 finales (1978, 1982)